# Bancal

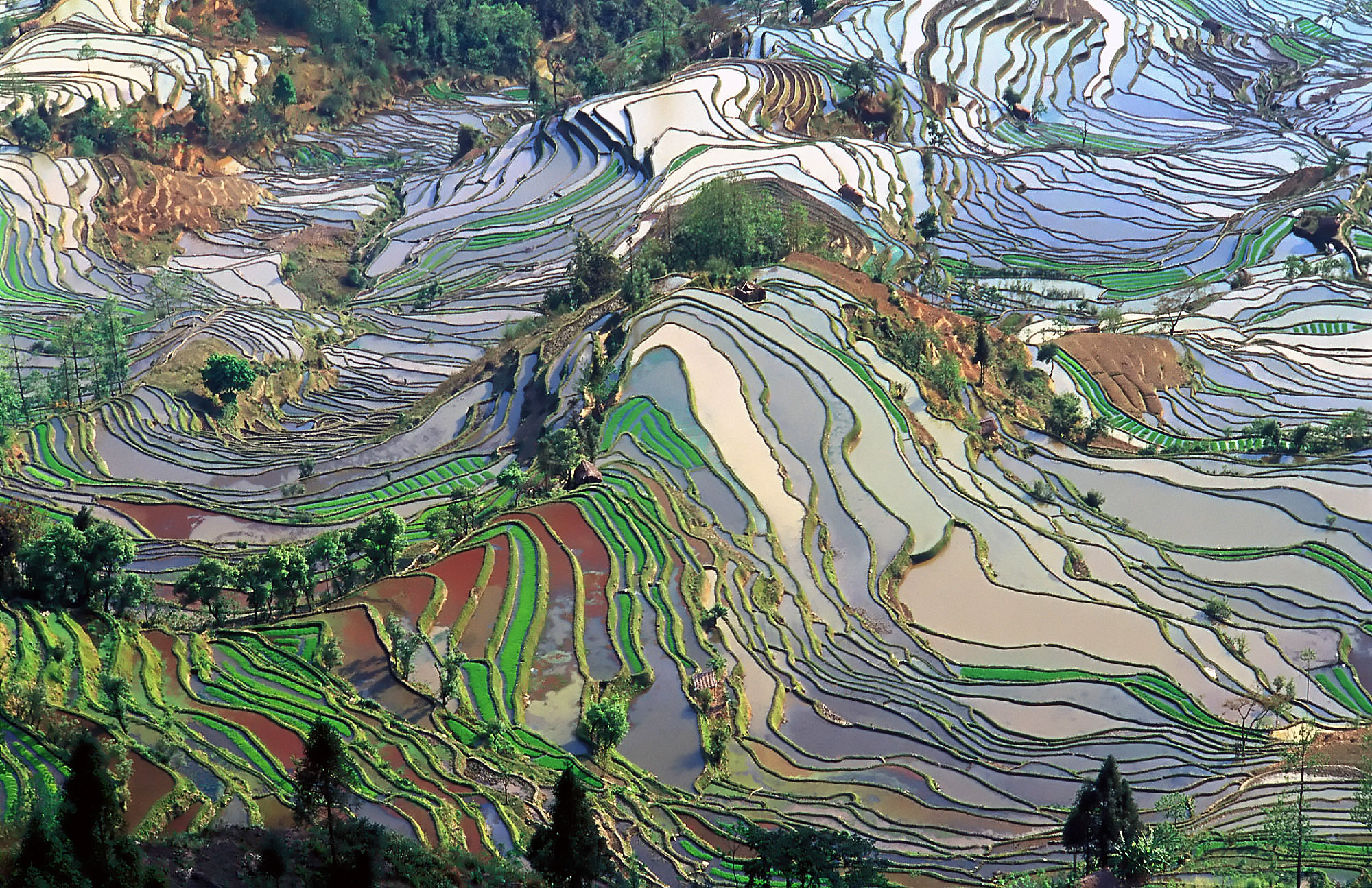
Vista cenital de campos de arroz abancalados en China.

Un bancal, también llamado terraza, andén (en los Andes) y parata (en el sur de España), es aquella superficie horizontal en terrenos con declives, producto de la obra humana, que se sostiene por una pared o talud (llamada balate o ribazo en el sur de España) y que se utiliza para labores agrícolas. Se preparan en terrenos de fuertes pendientes, de más del 30 %, donde no es factible la excavación horizontal. 
El desarrollo de este tipo de construcciones aterrazadas escalonadas tiene relación directa con la falta de terrenos de cultivos llanos, estando íntimamente ligado a periodos con una alta densidad demográfica que obliga a poner en producción nuevos terrazgos en otros tiempos desechados. La creación y el uso de bancales requiere movilizar una gran cantidad de mano de obra para su construcción y mantenimiento, los cuales terminan por abandonarse una vez se reduce el crecimiento demográfico y ya no se requiere ponerlos en producción. Asimismo, hay que tener en cuenta que el abancalado tiene unos límites económicos. La pendiente no ha de superar el 45 % dado que la anchura de los bancales se reduce mucho y la superficie de los muros que soportan el terreno incrementa el gasto de construcción.

## Etimología
Lo más probable es que derive de banco, y este del germano bank con el mismo significado. Del alemán también pasó al inglés con un significado similar.

## Tipología de bancales
Los bancales pueden ser de tres tipos:

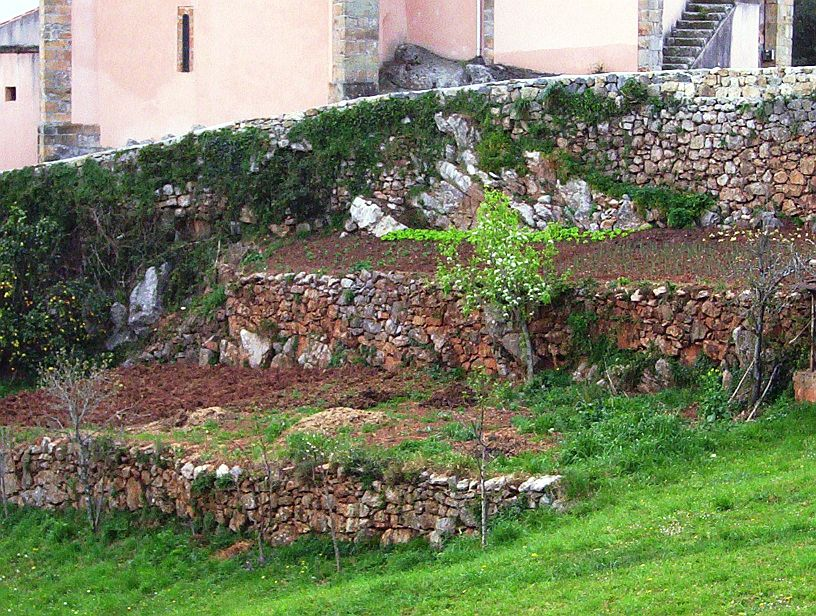
Bancales de escalonamiento

- El abancalado de escalonamiento, que moviliza la piedra disponible y está formado por rellanos irregulares sostenidos por muretes discontinuos, de altura variable, cuyo lienzo se adapta al relieve y a simple vista se asemeja a una escalera de peldaños irregulares en altura. Es típico de la agricultura de montaña.
- El abancalado circular, que consiste en muros semicirculares de mampostería los cuales retiene el suelo sobre el que crecen los árboles hacia abajo (olivos, almendros, cerezos, etc.), dispuestos en agujeros y en orden generalmente irregular. Es propio de relieves poco enérgicos como colinas.
- El abancalado por talud, en el que el sostenimiento de los rellanos cultivados se realiza mediante taludes herbáceos, de ahí su nombre.

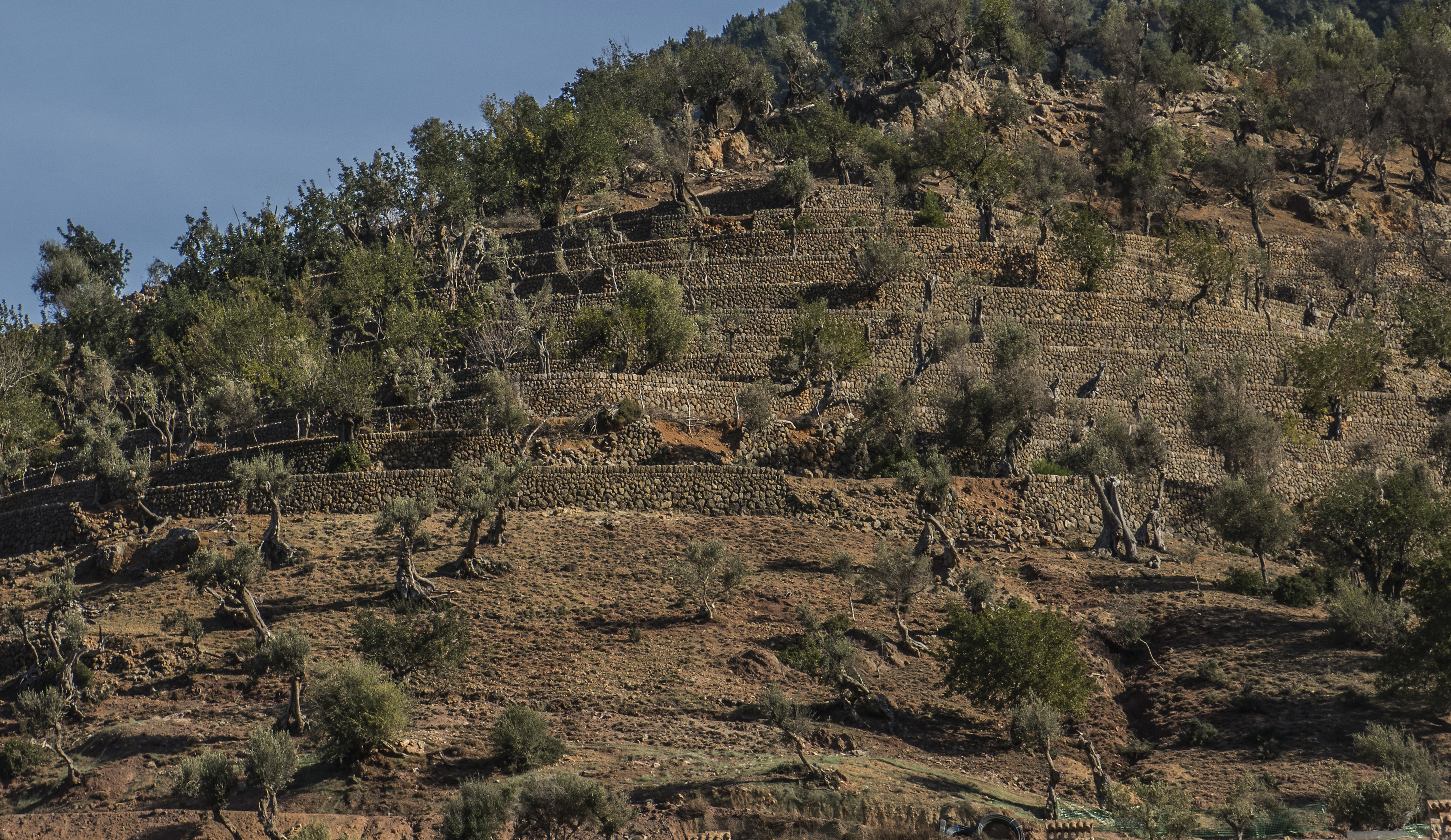
Bancales de Deyá

## Origen
Los bancales, en los Andes son conocidos como andenes y han sido utilizados desde la época anterior al imperio de los incas, exactamente con la expansión del Imperio Huari en Perú, hasta la actualidad, donde estos también desarrollaron ingeniosos sistemas de irrigación muy tecnificada para la época a fin de surtir de agua los terrenos de cultivo.

## Campos abancalados en el mundo
La construcción de bancales está muy difundida en los países mediterráneos y del Oriente asiático. 

### Península ibérica

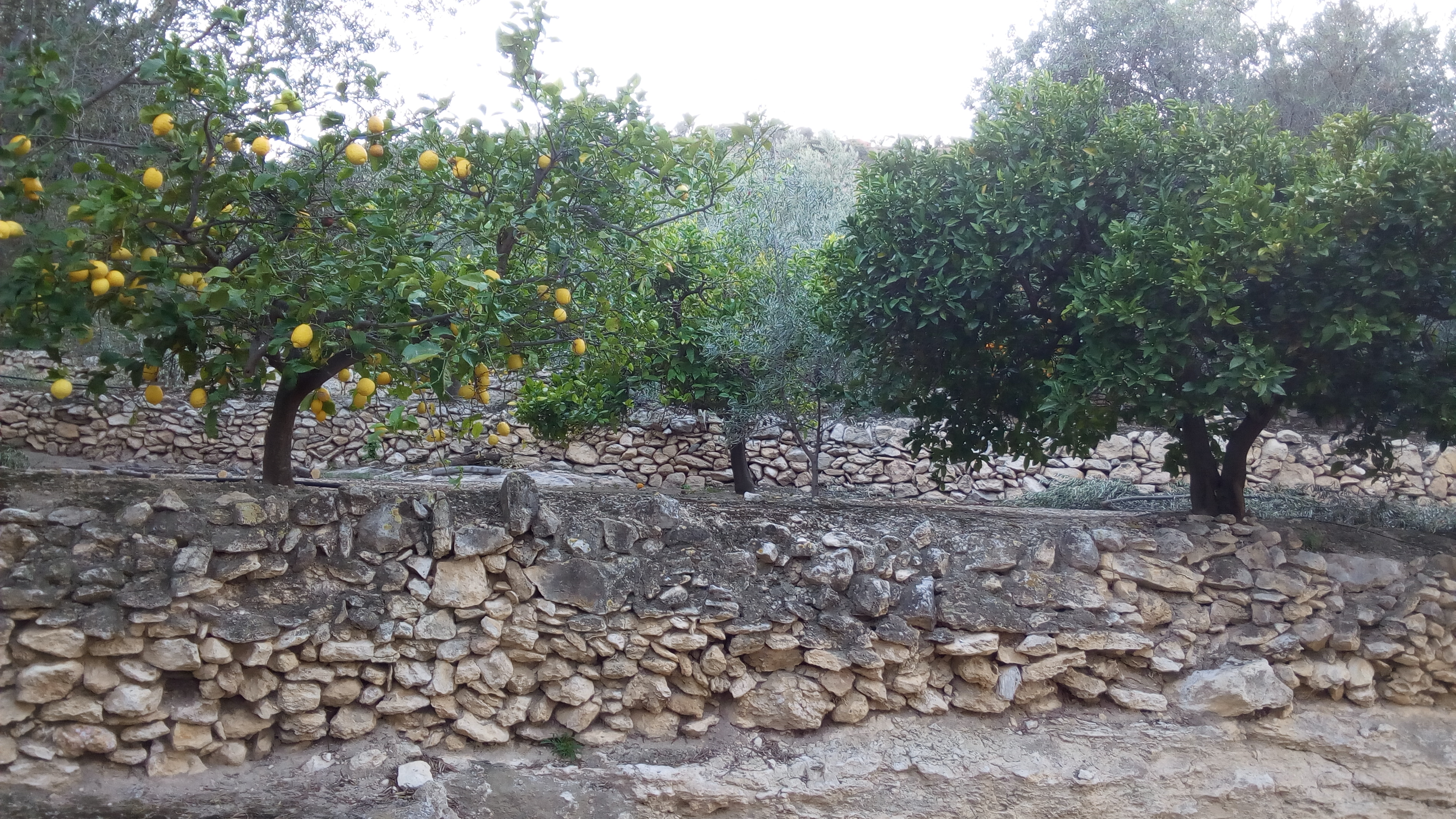
Bancales mixtos de olivar y cítricos en el sur de la península ibérica

Así, en la península ibérica el origen de estos aterrazamientos se encuentra en las bordas íberas de los puestos de control de paso de ganado, en los collados y puertos de la Contestanía ibérica y según las cartografías actuales de detalle, en las estribaciones de las cordilleras béticas en el sureste español; desde la Alpujarra, en Sierra Nevada, hasta las planas de Valencia, La Safor, la Huerta, aunque quedan resquicios de estas aptitudes culturales desde la costa del Mediterráneo hasta las cumbres medias del Pirineo Central aragonés. 
La falta de tierras de cultivo fomentó la construcción de bancales en épocas de aumento demográfico, teniendo su mayor auge en los siglos XVII y XVIII, lo que propició que se pudiesen en cultivo la mayor parte de las tierras del Levante español, donde la fracción horizontal que resulta de escalonar el terreno se utiliza para el cultivo de arbóreas o herbáceas (en pocos casos) y la fracción vertical se sujeta por sillería de piedra seca en mejor o peor modo, constituyendo una de las mejores defensas contra el arrastre de tierras en las grandes avenidas otoñales y el mejor modo de dosificar las aguas pluviales. En la actualidad, una gran superficie de esta gran obra se encuentra en fase de abandono por la sustitución de la economía primaria agraria por el sector servicios turístico.

### Baleares, Canarias y Cabo Verde

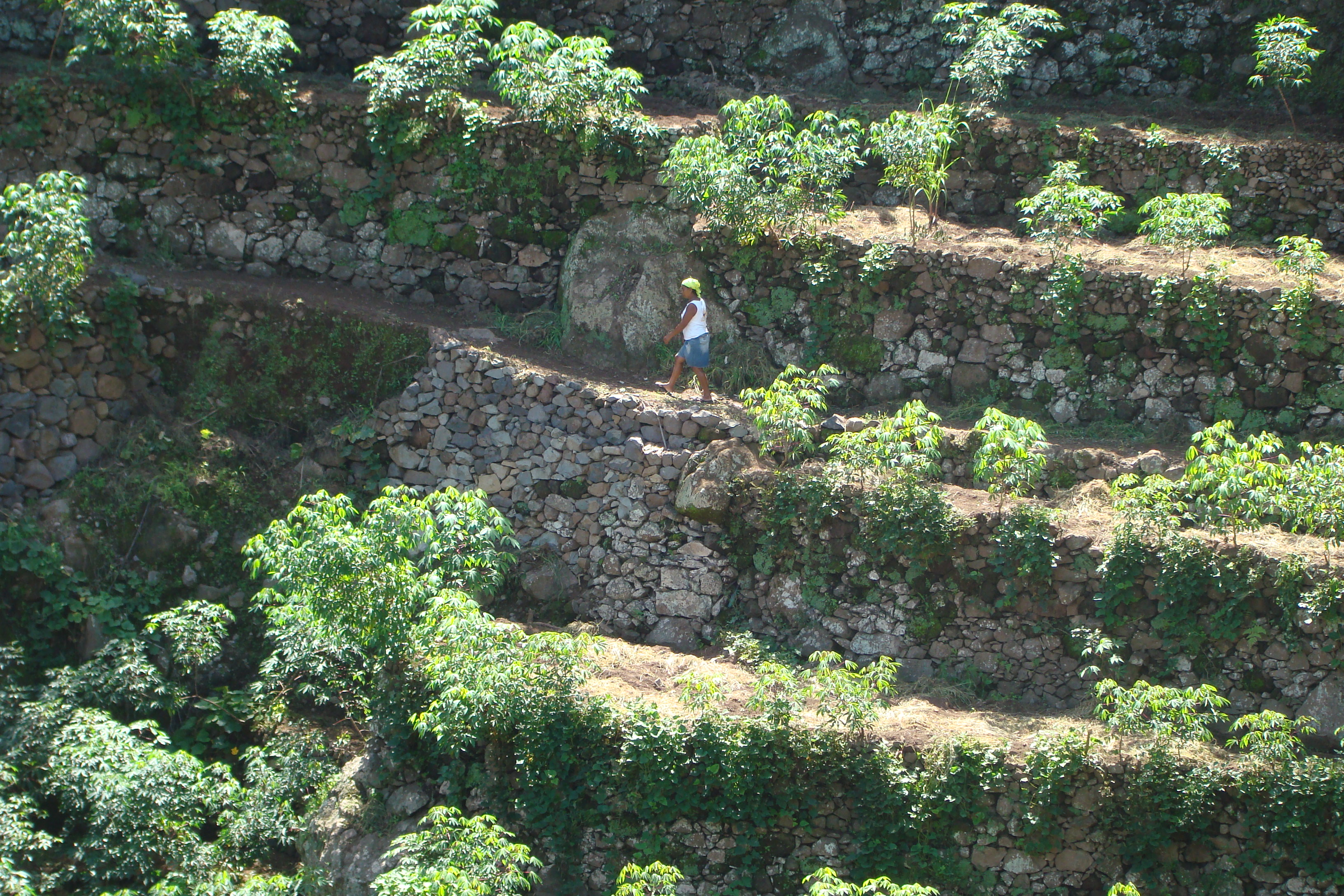
Bancales de cultivos tropicales en la isla de Santo Antão

En la isla de Mallorca, casi toda la sierra de Tramuntana está llena, a causa de sus desniveles. La mayoría, ya se construyeron en la época de la dominación musulmana de la isla. En la actualidad, y debido al abandono de los cultivos tradicionales, muchos de ellos se han derrumbado.
Debido al vigoroso relieve de las islas Canarias, los agricultores de estas islas han construido un amplio y sofisticado sistema de bancales para poner en cultivo territorios que de otro modo no hubiera sido posible trabajar. Las paredes de rocas que delimitan estas construcciones están compuestas ordinariamente por piedras volcánicas del entorno habilidosamente situadas sin el uso de argamasa, empleando usualmente las piedras de mayor peso en la base y las más ligeras en lo alto; dependiendo del espesor requerido por la pared la distribución de las piedras puede variar, combinando distintos tipos de roca en capas sucesivas. Además construcciones secundarias pueden adosarse a la pared del bancal, como son escalinatas y acequias. En Canarias los bancales reciben el nombre de "cadenas" y se extienden desde las más altas cotas de las islas, en donde se emplean para al cultivo cerealístico en secano, hasta las zonas costeras en donde se utilizan para el cultivo en regadío de productos tropicales. Cuando el bancal está en mal estado tiende a formar una barriga antes de colapsar, hecho para el que los isleños utilizan el término "parir". 
Muy similar es el sistema de bancales de las islas de Santo Antao y Fogo en el archipiélago de Cabo Verde, que debido a sus grandes desniveles precisan de grandes muros (llamados "paredes"), para obtener estrechas terrazas cultivables.

### Asia

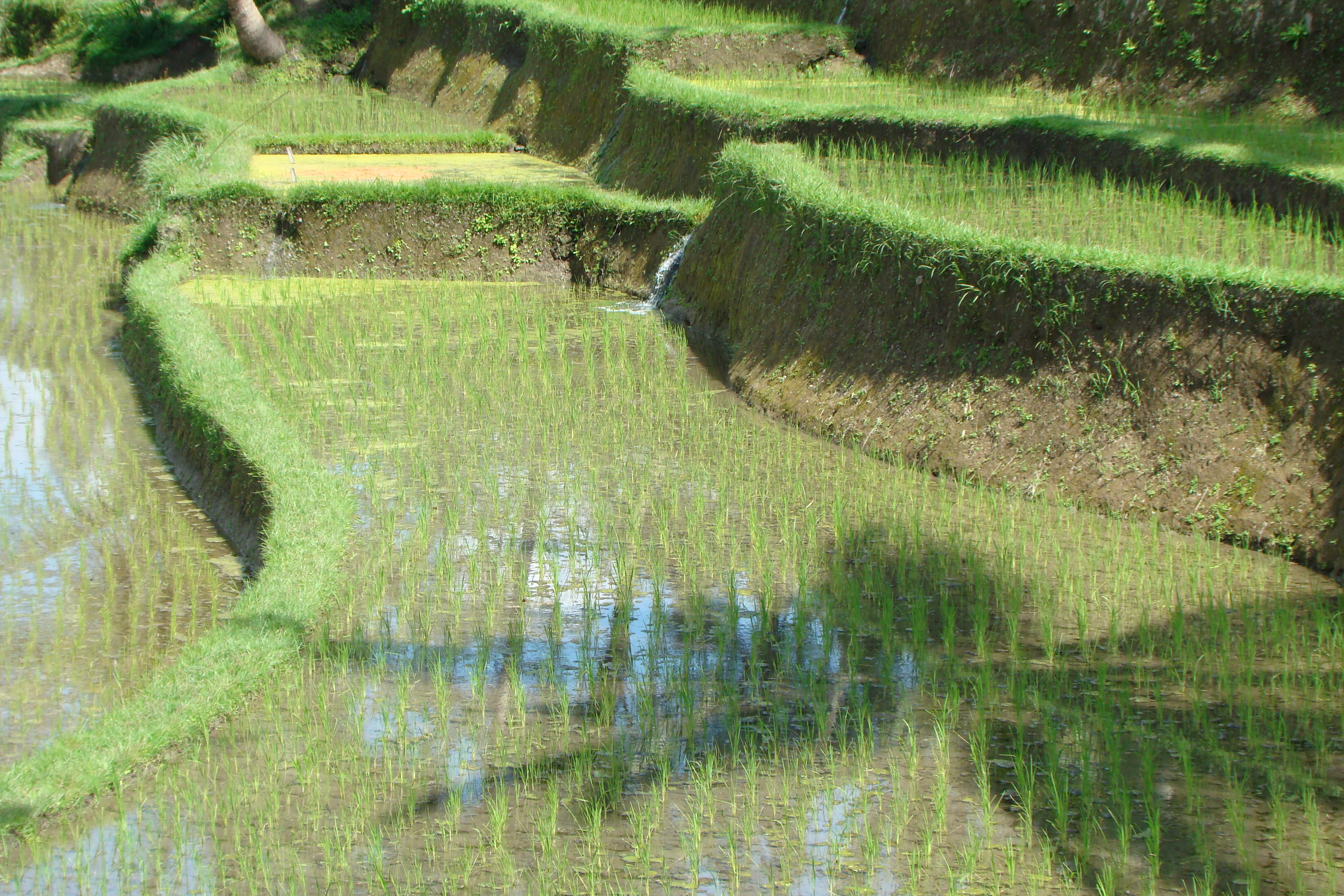
Bancales para el cultivo del arroz en Bali

En Extremo oriente, los bancales suelen ser de mayor extensión y se utilizan esencialmente para el cultivo del arroz (Bali, Vietnam, Laos...).